# Dragony
Dragony ist eine österreichische Power-Metal-Band aus Wien, die auch Elemente des Symphonic Metal in ihren Stil einbaut.

## Geschichte

### Bandgründung und erste Auftritte
Dragony wurden im Sommer 2007 von Gitarrist Daniel Stockinger und Sänger Siegfried Samer gegründet. Stockinger war früher bei der Wiener Metal-Band Omega Effect tätig, Samer als Sänger bei der ebenfalls aus Wien stammenden Power-Metal-Band Eleftheria. Ursprünglich als reines Studioprojekt mit Rockoper-Charakter konzipiert, nannte sich die Band zunächst The Dragonslayer Project. Nachdem aber mit Andreas Poppernitsch (Gitarre), Herbert Glos (Bass), Georg Lorenz (Keyboard) und Frederic Brünner (Schlagzeug) schnell eine komplette Bandbesetzung gefunden war, entschloss man sich, auch als Band live aufzutreten. Nach einigen Auftritten in kleineren Clubs in Wien absolvierten Dragony 2008 auch erste Konzerte als Vorgruppe für internationaler Bands wie Firewind und Paul Di’Anno. Es folgten weitere Konzerte in Wien und Umgebung wie die selbst von Dragony mitveranstaltete Night of Power mit Serenity sowie Auftritte im Vorprogramm von Axxis, Edenbridge und Sonata Arctica.

### Neuer Name und DebütalbumLegends
Nachdem das Projekt mittlerweile zu einer Band gereift war, beschloss man, den Rockoper-Charakter zu Gunsten eines traditionelleren Albums aufzugeben, und begann Ende 2010 die Aufnahmen zum Debütalbum. Aus diesem Anlass wurde der Bandnamen vom sperrigen The Dragonslayer Project zum griffigeren Dragony geändert. Anfang 2012 unterschrieb die Band einen Plattenvertrag beim deutschen Metal-Label Limb Music. Das Debütalbum Legends, das unter Beteiligung von bekannten Musikern der österreichischen und internationalen Szene, wie Thomas Buchberger von Serenity und Ralf Scheepers von Primal Fear, entstand, wurde schließlich am 22. Juni 2012 in Europa, am 8. August in Japan und am 14. August in den USA veröffentlicht. Das Album erntete positive Kritiken, so vergab etwa das deutsche Metal Hammer 6 von 7 Punkten.
Im Jahr 2012 widmete sich die Band wieder Live-Aktivitäten und trat als lokaler Veranstalter der Metal Nation 2012 Tour von Primal Fear und Brainstorm auch als Opener auf. Beim Metalfest Austria 2012 absolvierte die Band ihren ersten Festival-Auftritt, bei dem jedoch der Sänger Siegfried Samer aufgrund einer Stimmbanderkrankung nicht den Leadgesang übernehmen konnte. Als Ersatz sprang Katie Joanne ein, Sängerin der Wiener Progressive-Metal-Band Siren’s Cry.

### Lineup-Wechsel,ShadowplayundLords of the Hunt
Im Sommer 2012 kam es zu personellen Veränderungen in der Band, da Gitarrist Daniel Stockinger und Keyboarder Georg Lorenz die Band verließen. Im Herbst 2012 feierte Dragony ihr fünfjähriges Bestehen mit einem gemeinsamen Konzert mit Freedom Call in Wien. Ende 2012 wurden Manuel Hartleb (Keyboard) und Simon Saito (Gitarre) als neue permanente Mitglieder von Dragony vorgestellt. Es folgten weitere Support-Shows Blind Guardian und Powerwolf. Am 3. Juli 2015 veröffentlichte die Band einen ersten Promo-Videoclip zum zweiten Album Shadowplay, eine 80er-Metal-Coverversion von True Survivor von David Hasselhoff vom Soundtrack zum Kickstarter-Film Kung Fury.
Am 28. August 2015 veröffentlichte die Band ein Lyric-Video zum neuen Song Wolves of the North auf YouTube, und am 25. September 2015 erschien das zweite Album Shadowplay via Limb Music. Zur Promotion des Albums gingen Dragony als Opening Act mit der deutschen Power-Metal-Band Gamma Ray auf deren 25-Years-in-Metal-Jubiläumstour und absolvierten Auftritte in Deutschland, Tschechien, der Slowakei, Ungarn und Österreich. Im Frühjahr 2016 folgten dann noch einige Festival-Auftritte am Alpine Steel Festival in Innsbruck, sowie bei den österreichischen Festivals Nova Rock und dem Donauinselfest. Am 7. April 2017 erschien eine EP zum 10-jährigen Bandjubiläum mit dem Titel Lords of the Hunt.

### Crowdfunding undMasters of the Multiverse
Im Oktober 2017 startete die Band eine Crowdfunding-Kampagne zur Finanzierung des dritten Studioalbums. Nach Sommer-Shows gemeinsam mit Battle Beast und am Masters of Rock Festival in Tschechien wurde das dritte Album Masters of the Multiverse am 12. Oktober 2018 via Limb Music veröffentlicht. Am 12. September 2018 erschien vorab das Video zu If It Bleeds We Can Kill It, am 21. September das Lyric-Video zu Flame of Tar Valon und am 4. Oktober ein Video zum Song Defenders.
Zur Promotion des Albums ging Dragony im Herbst 2018 gemeinsam mit den österreichischen Symphonic-Metal-Acts Serenity und Visions of Atlantis sowie Temperance aus Italien im Rahmen der Symphonic Metal Nights IV auf Europatour, die durch Österreich, Deutschland, Schweiz, die Niederlande, Italien, Frankreich und Ungarn führte. Anfang 2019 nahm die Band an der 70.000-Tons-of-Metal-Kreuzfahrt von Miami nach Haiti teil und trat im August 2019 auch beim Wacken Open Air auf.

### Napalm Records und viertes AlbumViribus Unitis
Nach einer weiteren Crowdfunding-Kampagne für das vierte Album wurde am 29. Juni 2020 bestätigt, dass Dragony einen neuen Plattenvertrag mit dem österreichischen Label Napalm Records unterschrieben haben. Das Album Viribus Unitis wurde am 15. Januar 2021 via Napalm Records veröffentlicht.
Mit Viribus Unitis erzielte die Band ihre ersten Einstiege in offizielle Album-Charts mit Rang 73 in den österreichischen Top 75 Album Charts und Rang 97 in den Schweizer Top 100 Album Charts. Für Viribus Unitis wurde die Band im März 2022 für den Amadeus Austrian Music Award in der Kategorie „Hard & Heavy“ nominiert.

### SPV Steamhammer und fünftes AlbumHic Svnt Dracones
Im April 2024 gab die Band bekannt, dass ein neuer Plattenvertrag mit SPV Steamhammer unterschrieben wurde, und das fünfte Studioalbum über SPV Steamhammer erscheinen soll. Im Juli 2024 wurde der Titel Hic Svnt Dracones für das Album bekanntgegeben, und zeitgleich die erste Singleauskopplung Beyond the Rainbow Bridge veröffentlicht. Das Album erschien am 11. Oktober und erreichte die Peak-Position 33 in den österreichischen Charts.

## Diskografie
- 2012: Legends (Album, Limb Music)
- 2015: Shadowplay (Album, Limb Music)
- 2017: Lords of the Hunt (EP, Limb Music)
- 2018: Masters of the Multiverse (Album, Limb Music)
- 2021: Viribus unitis (Album, Napalm Records)
- 2024: Hic Svnt Dracones (Album, SPV Steamhammer)

## Trivia
- Der Song Flame of Tar Valon ist von Robert Jordans Romanzyklus Das Rad der Zeit inspiriert.[30]